# Loma de Tecuyo
Loma de Tecuyo är en ort i Mexiko.   Den ligger i kommunen Elota och delstaten Sinaloa, i den centrala delen av landet, 900 km nordväst om huvudstaden Mexico City. Loma de Tecuyo ligger 56 meter över havet och antalet invånare är 230.
Terrängen runt Loma de Tecuyo är platt åt sydväst, men åt nordost är den kuperad. Runt Loma de Tecuyo är det mycket glesbefolkat, med 4 invånare per kvadratkilometer. Närmaste större samhälle är La Cruz, 17,5 km väster om Loma de Tecuyo. I omgivningarna runt Loma de Tecuyo växer huvudsakligen savannskog.